# Lontainé Santora Zsófia
Lontainé Santora Zsófia (Komárom, 1941. február 28. – 2013. október 10.) a biológiai tudományok kandidátusa, igazságügyi szerológus szakértő, a Bűnügyi Szakértői és Kutatóintézet főigazgatója.

## Életpályája
1966-ban szerzett diplomát az ELTE Természettudományi Karán, biológia-kémia szakon. Diploma után az Országos Vértranszfúziós Intézet Szerológiai Osztályán kezdett dolgozni.
1972-ben került a BM ORFK Bűnügyi Technikai Intézethez, a BSZKI elődjéhez, a szerológiai laboratóriumba. 1976-tól igazságügyi szerológus szakértő. 1991-ig hivatásos rendőr, azt követően nyugállományú rendőr alezredes volt.
1983-tól a biológiai tudományok kandidátusa, disszertációja "Polimorf tulajdonságok vérfoltokban" címmel jelent meg. 1984 és 1990 között az Orvosszakértői Alosztály vezetőjeként dolgozott.
1990 és 2012. áprilisa közt a Bűnügyi Szakértői és Kutatóintézet főigazgatója.
Tudományos tevékenységét számtalan közlemény, előadás jelzi. Tagja a Magyar Igazságügyi Orvosi, a Magyar Antropológiai és a Magyar Rendészettudományi Társaságoknak, a Bűnügyi Szakértői Intézetek Európai Hálózatának (ENFSI) és a Belügyi Tudományos Tanácsnak. A Pázmány Péter Katolikus Egyetem címzetes docense volt. A Belügyi Tudományos Tanács állandó tagja volt.

## Díjai, elismerései
- A Magyar Köztársaság Érdemrend Lovagkeresztje (2004)
- Köz Szolgálatáért Érdemjel arany fokozata (2011)